# Starîi Mîleatîn, Busk
Starîi Mîleatîn (în ucraineană Старий Милятин) este un sat în comuna Novîi Mîleatîn din raionul Busk, regiunea Liov, Ucraina.

## Demografie
Componența lingvistică a localității Starîi Mîleatîn
     Ucraineană (100%)
Conform recensământului din 2001, toată populația localității Starîi Mîleatîn era vorbitoare de ucraineană (100%).